# Hope (Dacota do Norte)
Hope é uma cidade localizada no estado norte-americano de Dacota do Norte, no Condado de Steele.

## Demografia
Segundo o censo norte-americano de 2000, a sua população era de 303 habitantes.
Em 2006, foi estimada uma população de 265, um decréscimo de 38 (-12.5%).

## Geografia
De acordo com o United States Census Bureau tem uma área de
1,6 km², dos quais 1,6 km² cobertos por terra e 0,0 km² cobertos por água. Hope localiza-se a aproximadamente 378 m acima do nível do mar.

## Localidades na vizinhança
O diagrama seguinte representa as localidades num raio de 24 km ao redor de Hope.